# Eburodacrys catarina
Eburodacrys catarina là một loài bọ cánh cứng trong họ Cerambycidae.